# SV Henstedt-Ulzburg
Der SV Henstedt-Ulzburg e. V. (kurz SVHU) ist ein 2009 entstandener Sportverein aus Henstedt-Ulzburg.
Es handelt sich um einen Zusammenschluss der drei Stammvereine SV Henstedt-Rhen, FC Union Ulzburg und MTV Henstedt. Mit 4.400 Mitgliedern (Stand: 1. Oktober 2023) ist der SVHU der sechstgrößte Sportverein Schleswig-Holsteins. Neben Sportarten wie Fußball, Handball, Tennis, Tischtennis und Leichtathletik bietet er auch therapeutisch-begleitende Sportaktivitäten wie eine ambulante Herzgruppe und Gymnastik an. 

## Handball

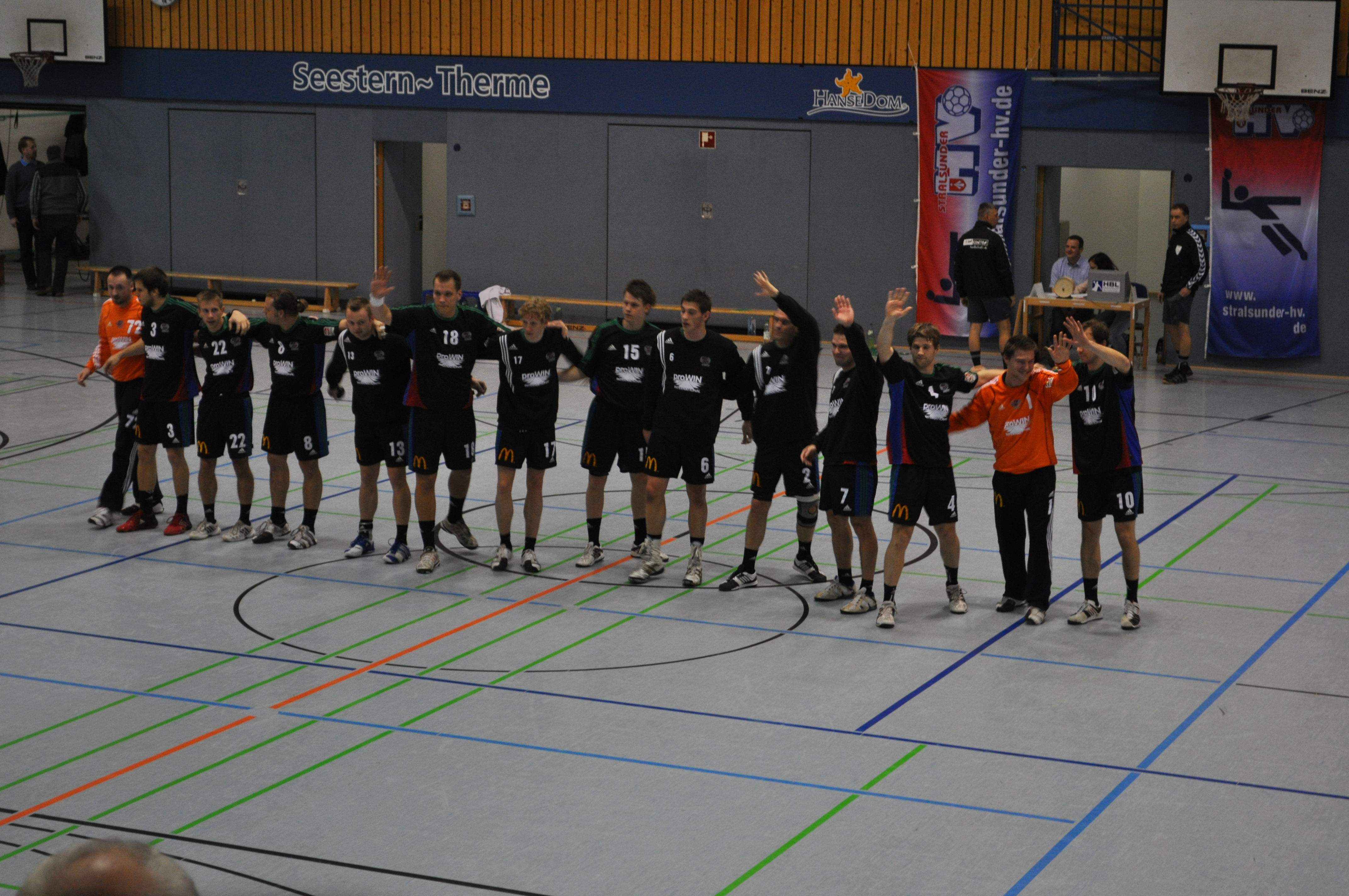
Erste Herren-Mannschaft (2010)

Bereits vor der Gründung des SV Henstedt-Ulzburg bildeten die drei Stammvereine eine Handballspielgemeinschaft. Sowohl die Herren als auch die Damen (in der 2012 aufgelösten Spielgemeinschaft Handballfrauen Henstedt-Ulzburg/Kisdorf) der Sparte gehörten zu den Gründungsmitgliedern der 2010 eingeführten 3. Handball-Liga.

### Herren
Die Herrenmannschaft hatte seit 2005 als Spielgemeinschaft Bramstedt/Henstedt-Ulzburg in der drittklassigen Regionalliga Nordost gespielt. Nach der Saison 2006/07 wurde diese aufgelöst und Henstedt-Ulzburg trat in der Oberliga an. Als Meister der Oberliga Schleswig-Holstein 2009/10 setzte sich der neu gegründete SVHU gegen den Hamburger Meister (SG Hamburg Nord) in den Play-off-Spielen am 8. und 15. Mai 2010 mit zwei Siegen durch und qualifizierte sich für die erste Spielzeit der 3. Liga; er nahm am Spielbetrieb der Staffel Nord teil. Der Aufsteiger beendete die Saison auf Platz drei. In der Saison 2011/2012 wurde die Mannschaft Meister in der 3. Liga Nord und schaffte den Aufstieg in die 2. Handball-Bundesliga. In der folgenden Saison verpasste die Mannschaft knapp den Klassenerhalt und kehrte wieder in die 3. Liga zurück. Die nächste Saison schloss der SVHU als Meister der 3. Liga ab und kehrte somit wieder in die 2. Liga zurück.
Cheftrainer der 1. Herren war von 2010 bis 2014 Tobias Skerka. Von 2014 bis 2016 hatte das gleichberechtigte Trainergespann Amen Gafsi und Matthias Karbowski den Posten inne.
2011 bis 2016 nahm die Mannschaft sechsmal am DHB-Pokal der 64 besten Mannschaften Deutschlands teil. 2012 erreichten sie dort die zweite Runde. Bereits 2004 hatten sie einmal teilgenommen.
Der Lizenzantrag für die 2. Bundesliga zur Saison 2016/17 wurde zurückgezogen, so dass der SV Henstedt-Ulzburg als erster Absteiger feststand. Seit der Saison 2016/17 trat die Männermannschaft als Teil der Spielgemeinschaft HSG Norderstedt/Henstedt-Ulzburg (kurz: HSG Nord HU) an. Nachdem der SV Henstedt-Ulzburg seinen Rückzug aus der Spielgemeinschaft ankündigte, wurde diese zum Saisonende 2016/17 aufgelöst. Der HSV Norderstedt führte den Spielbetrieb weiter, verlor allerdings das Relegationsspiel für die zweite Liga gegen den FC Hagen. Er wollte sich dem Hamburger Handball-Verband anschließen und den Vereinsnamen in Hamburg Metropolitans umbenennen, musste sich im August 2017 jedoch aufgrund fehlender Geldmittel aus der dritten Liga abmelden. Im März 2018 löste der HSV Norderstedt seine Handballmannschaft schließlich auf.
Der SV Henstedt-Ulzburg startete 2017/18 neu in der sechstklassigen Süd/Ostsee-Liga, aus der er 2018 wiederum als Tabellenvorletzter in die Kreisliga Segeberg abstieg. 2020 durfte er erneut in der Süd/Ostsee-Liga antreten, die er 2023 gewann. Somit trat er 2023/24 in der sechstklassigen Landesliga Süd an, die ein Jahr später im Zuge der Wiederbelebung der Handball-Regionalliga Nord in Verbandsliga Süd umbenannt wurde.

#### Saisonbilanzen
| Saison  | Spielklasse                   | Platz | Sp | S  | U  | N   | Tore      | Diff. | Punkte |
| ------- | ----------------------------- | ----- | -- | -- | -- | --- | --------- | ----- | ------ |
| 2009/10 | Oberliga Schleswig-Holstein   | 01    | 26 | 24 | 0  | 02  | 0917:0643 | +274  | 48:4   |
| 2010/11 | 3. Liga Nord                  | 03    | 28 | 20 | 02 | 06  | 0906:0810 | +096  | 42:14  |
| 2011/12 | 3. Liga Nord                  | 01    | 30 | 24 | 02 | 04  | 1027:0827 | +200  | 50:10  |
| 2012/13 | 2. Bundesliga                 | 18    | 36 | 09 | 04 | 23  | 0960:1034 | −074  | 22:50  |
| 2013/14 | 3. Liga Nord                  | 01    | 30 | 25 | 01 | 04  | 1001:0805 | +196  | 51:09  |
| 2014/15 | 2. Bundesliga                 | 14    | 38 | 15 | 02 | 21  | 0992:1041 | −049  | 32:44  |
| 2015/16 | 2. Bundesliga                 | 21    | 40 | 09 | 01 | 30  | 1023:1159 | −136  | 19:61  |
| 2016/17 | 3. Liga Nord                  | 02    | 30 | 24 | 0  | 06  | 0916:0797 | +119  | 48:12  |
| 2017/18 | Süd/Ostsee-Liga               | 011   | 22 | 6  | 01 | 015 | 0540:0620 | −080  | 13:31  |
| 2018/19 | Kreisliga Segeberg            | 01    | 14 | 13 | 0  | 01  | 0468:0263 | +205  | 26:2   |
| 2019/20 | Kreisliga Segeberg            | 04    | 10 | 05 | 0  | 05  | 0251:0246 | +05   | 10:10  |
| 2020/21 | Regionsliga Süd/Ostsee-Liga   |       | 0  | 0  | 0  | 0   | 0:0       | +0    | 0:0    |
| 2021/22 | Regionsliga Süd/Ostsee-Liga B | 06    | 10 | 01 | 01 | 08  | 0212:0253 | −041  | 3:17   |
| 2022/23 | Regionsliga Mitte-Staffel B   | 01    | 14 | 12 | 0  | 02  | 0467:0396 | +071  | 24:4   |
| 2023/24 | Landesliga Süd                | 10    | 22 | 05 | 0  | 017 | 0593:0733 | −140  | 10:34  |
| 2024/25 | Verbandsliga Süd              | 7     | 22 | 09 | 01 | 012 | 0653:0680 | −27   | 19:25  |

 Aufstieg  Abstieg

#### Bekannte Spieler
- Lars Bastian
- Stanislav Demovič
- / Max-Henri Herrmann
- Tim-Philip Jurgeleit
- Maik Makowka
- Jan Schult
- Sasa Todosijevic
- Malte Voigt
- Rasmus Gersch
- Matthias Karbowski
- Lasse Kohnagel
- Lars-Uwe Lang
- Felix Mehrkens
- Stefan Pries
- Christoph Wischniewski
- Stephan Hampel
- Markus Noel
- Justin Rundt
- Florian Bitterlich
- Daniel Eggert
- Tim Stefan
- Tim-Oliver Brauer
- Frank Moreau
- Nico Kibat
- Julian Lauenroth
- Martin Laursen
- Robert Schulze
- Māris Veršakovs
- Tim Völzke
- Jan Peveling

### Damen
Die Damenmannschaft trat bis 2012 als HF Henstedt/Ulzburg/Kisdorf an. Sie stieg 2009 in die drittklassige Regionalliga auf und war in der nächsten Saison Gründungsmitglied der 3. Liga, in der sie sich seitdem in unterschiedlichen Staffeln halten konnte. Das beste Ergebnis war der zweite Platz 2015/16 und 2021/22. 2022 führte die Mannschaft lange die Tabelle an und war letztendlich als Zweitplatzierter für die Teilnahme an der Aufstiegsrunde in die zweite Liga berechtigt, meldete sich jedoch nicht an.
Im DHB-Pokal der Frauen erreichte die Mannschaft 2013, 2014 und 2017 die zweite Runde sowie 2015 das Achtelfinale.
Die zweite Mannschaft spielte 2021/22 in der Landesliga Süd.

#### Saisonbilanzen
| Saison  | Spielklasse           | Platz | Sp | S  | U  | N  | Tore      | Diff. | Punkte |
| ------- | --------------------- | ----- | -- | -- | -- | -- | --------- | ----- | ------ |
| 2009/10 | Regionalliga Nord-Ost | 07    | 26 | 12 | 02 | 12 | 0772:0803 | −031  | 26:26  |
| 2010/11 | 3. Liga Nord          | 09    | 26 | 11 | 02 | 13 | 0690:0744 | −054  | 24:28  |
| 2011/12 | 3. Liga Nord          | 09    | 26 | 10 | 0  | 16 | 0712:0759 | −047  | 20:32  |
| 2012/13 | 3. Liga Ost           | 04    | 24 | 14 | 01 | 09 | 0602:0571 | +031  | 29:19  |
| 2013/14 | 3. Liga Ost           | 06    | 26 | 15 | 0  | 11 | 0739:0637 | +102  | 30:22  |
| 2014/15 | 3. Liga Nord          | 07    | 26 | 11 | 02 | 13 | 0667:0702 | −035  | 24:28  |
| 2015/16 | 3. Liga Nord          | 02    | 22 | 15 | 05 | 02 | 0587:0507 | +080  | 35:9   |
| 2016/17 | 3. Liga Nord          | 03    | 22 | 15 | 02 | 05 | 0613:0511 | +102  | 32:12  |
| 2017/18 | 3. Liga Nord          | 04    | 22 | 18 | 0  | 04 | 0590:0487 | +103  | 32:12  |
| 2018/19 | 3. Liga Nord          | 08    | 22 | 10 | 03 | 09 | 0559:0551 | +08   | 21:23  |
| 2019/20 | 3. Liga Nord          | 07    | 16 | 07 | 0  | 09 | 0382:0403 | −021  | 14:18  |
| 2020/21 | 3. Liga Nord-Ost      | 03    | 02 | 02 | 0  | 0  | 050:043   | +07   | 4:0    |
| 2021/22 | 3. Liga Nord-Ost      | 02    | 20 | 14 | 02 | 04 | 0543:0454 | +089  | 30:10  |
| 2022/23 | 3. Liga Nord-Ost      | 06    | 22 | 12 | 01 | 09 | 0646:0552 | +094  | 25:19  |
| 2023/24 | 3. Liga Nord-Ost      | 07    | 22 | 10 | 02 | 10 | 0616:0630 | −014  | 22:22  |
| 2024/25 | 3. Liga Nord          | 10    | 22 | 08 | 0  | 14 | 0642:0674 | −032  | 16:28  |

#### Bekannte Spielerinnen
- Maren Gajewski
- Marleen Kadenbach
- Annika Lott
- Nina Schilk
- Stefanie Schoeneberg
- Celina Meißner
- Nele Reese

#### Jugend
Unter Trainer Mannhard Bech erreichte die weibliche B-Jugend 2015 den 3. Platz in der Deutschen Meisterschaft. Die A-Jugend spielte in der Jugendbundesliga der weiblichen A-Jugend 2020/21 in der Vorrunde.

## Fußball

### Männer
Erfolgreichste Abteilung des 1963 gegründeten SV Henstedt-Rhen (des jüngsten der drei Vorläufervereine) waren die Fußballer und deren größter Erfolg der Aufstieg in die viertklassige Oberliga Nord im Jahr 2006, nachdem sie seit 1998 in der Verbandsliga gespielt hatten. 2005 verloren sie das Finale des Landespokals zuhause gegen Holstein Kiel. In der Saison 2006/07 kamen sie zwar nur auf Platz 16, stiegen aber nicht ab, da einige besserplatzierte Mannschaften keine Lizenz erhielten. Nach der Saison 2007/08 wurde die Oberliga aufgelöst und der neugegründete SVHU trat in der Schleswig-Holstein-Liga an, aus der er 2013 wiederum abstieg. Ein Jahr später gelang als Vizemeister der direkte Wiederaufstieg, da der FC Reher/Puls als Spielgemeinschaft nicht aufstiegsberechtigt war. 2016 stieg der SVHU wieder in die Verbandsliga ab. 2020 gelang der Aufstieg in eine der drei neu geschaffenen sechstklassigen Landesligen. Nach vier Jahren dort musste die Mannschaft 2024 als Drittletzter erneut in die Verbandsliga.
Die Reserve spielte zwischenzeitlich in der Verbandsliga, die ehemalige 1. Mannschaft von Union Ulzburg in der Kreisliga Segeberg, so dass die Fußballer des neuen Vereins in allen drei höchsten schleswig-holsteinischen Spielklassen vertreten waren.

#### Saisonbilanzen ab 2008/09
| Saison    | Spielklasse             | Platz | Sp | S  | U   | N  | Tore     | Diff. | Punkte |
| --------- | ----------------------- | ----- | -- | -- | --- | -- | -------- | ----- | ------ |
| 2008/2009 | Schleswig-Holstein-Liga | 03    | 34 | 20 | 09  | 5  | 0109:038 | 071   | 69     |
| 2009/2010 | Schleswig-Holstein-Liga | 05    | 34 | 18 | 05  | 11 | 077:054  | 023   | 59     |
| 2010/2011 | Schleswig-Holstein-Liga | 09    | 34 | 12 | 012 | 10 | 076:052  | 024   | 48     |
| 2011/2012 | Schleswig-Holstein-Liga | 012   | 34 | 12 | 04  | 18 | 060:070  | −010  | 40     |
| 2012/2013 | Schleswig-Holstein-Liga | 016   | 32 | 7  | 06  | 19 | 046:081  | −034  | 27     |
| 2013/2014 | Verbandsliga West       | 02    | 24 | 15 | 03  | 6  | 062:033  | 029   | 48     |
| 2014/2015 | Schleswig-Holstein-Liga | 010   | 34 | 14 | 04  | 16 | 052:075  | −023  | 46     |
| 2015/2016 | Schleswig-Holstein-Liga | 016   | 34 | 8  | 05  | 21 | 038:098  | −060  | 26     |
| 2016/2017 | Verbandsliga Süd-West   | 013   | 30 | 8  | 06  | 16 | 051:070  | −019  | 30     |
| 2017/2018 | Verbandsliga West       | 013   | 28 | 7  | 02  | 19 | 032:087  | −055  | 23     |
| 2018/2019 | Verbandsliga West       | 06    | 30 | 11 | 010 | 9  | 054:042  | +012  | 43     |
| 2019/2020 | Verbandsliga West       | 01    | 18 | 13 | 04  | 1  | 062:013  | 049   | 43     |
| 2020/2021 | Landesliga Holstein     | 010   | 4  | 0  | 03  | 1  | 02:07    | 0-5   | 3      |
| 2021/2022 | Landesliga Holstein     | 03    | 18 | 10 | 02  | 6  | 043:025  | 018   | 32     |
| 2022/2023 | Landesliga Holstein     | 04    | 20 | 10 | 03  | 07 | 040:032  | 08    | 33     |
| 2023/2024 | Landesliga Holstein     | 014   | 28 | 07 | 03  | 18 | 042:083  | −41   | 24     |

 Aufstieg  Abstieg

### Frauen
Die Fußballerinnen des SV Henstedt-Ulzburg traten bis 2009 als SG Henstedt-Ulzburg an. Im Jahre 2013 stiegen sie aus der Schleswig-Holstein-Liga in die drittklassige Regionalliga Nord auf. In der Saison 2014/2015 standen die Frauen des SV-Henstedt-Ulzburg zwei Spieltage vor Saisonende als Meister der Regionalliga Nord fest und stiegen somit in die 2. Bundesliga 2015/16 auf. Drei Jahre später ging es wieder hinunter in die Regionalliga Nord, da die zweite Bundesliga fortan eingleisig ausgetragen wurde. In der Saison 2019/2020 wurde die Mannschaft Regionalligameister, meldete sich jedoch aus finanziellen Gründen nicht für die Aufstiegsrunde in die 2. Bundesliga an. 2021 wurde die Mannschaft erneut Erster und konnte sich im Entscheidungsspiel gegen den Ersten der Staffel B, Hannover 96, im Elfmeterschießen durchsetzen. Damit trat der SVHU 2021/22 wieder in der 2. Frauen-Bundesliga 2021/22 an. Eine Saison später stieg er wieder ab. Nachdem der SVHU 2023 Vizemeister der Regionalliga geworden war, konnte er sie ein Jahr später als Meister abschließen und qualifizierte sich für die Relegation zur 2. Bundesliga, welche jedoch deutlich gegen den 1. FC Union Berlin verloren ging.
Die zweite Mannschaft stieg 2017/18 in die drittklassige Regionalliga Nord auf, im nächsten Jahr jedoch bereits wieder ab.
Im DFB-Pokal der Frauen erreichte die Mannschaft des SVHU 2013/14, 2014/15, 2015/16 und 2024/25 die erste sowie 2016/17, 2017/18, 2018/19, 2020/21, 2022/23 und 2023/24 die zweite Runde. Im DFB-Pokal 2021/22 erreichten die SVHU-Frauen nach 13:0-, 7:0- und 9:0-Siegen als einzige nicht erstklassige Mannschaft das Viertelfinale, wo sie gegen den 1. FFC Turbine Potsdam unterlagen.
Den schleswig-holsteinischen Verbandspokal konnte der SVHU 2014/15 und 2020/21 gewinnen, während die Mannschaft 2013/14, 2018/19 und 2023/24 im Finale jeweils Holstein Kiel unterlag. Seit 2015 ist der SV Henstedt-Ulzburg durchgängig die höchstplatzierte Mannschaft des schleswig-holsteinischen Frauenfußballs.

#### Saisonbilanzen ab 2008
| Saison      | Spielklasse             | Platz | Sp | S  | U  | N  | Tore   | Diff. | Punkte |
| ----------- | ----------------------- | ----- | -- | -- | -- | -- | ------ | ----- | ------ |
| 2008/2009   | Schleswig-Holstein-Liga | 08    | 22 | 9  | 01 | 12 | 34:57  | −23   | 28     |
| 2009/2010   | Schleswig-Holstein-Liga | 06    | 22 | 10 | 03 | 9  | 46:33  | +13   | 33     |
| 2010/2011   | Schleswig-Holstein-Liga | 07    | 22 | 10 | 02 | 10 | 35:53  | −18   | 32     |
| 2011/2012   | Schleswig-Holstein-Liga | 04    | 20 | 10 | 04 | 6  | 47:25  | +22   | 34     |
| 2012/2013   | Schleswig-Holstein-Liga | 01    | 22 | 20 | 02 | 0  | 129:12 | +117  | 62     |
| 2013/2014   | Regionalliga Nord       | 05    | 20 | 8  | 06 | 6  | 53:35  | +18   | 30     |
| 2014/2015   | Regionalliga Nord       | 01    | 22 | 18 | 04 | 0  | 83:20  | +63   | 58     |
| 2015/2016   | 2. Bundesliga Nord      | 09    | 22 | 6  | 03 | 13 | 38:58  | −20   | 21     |
| 2016/2017   | 2. Bundesliga Nord      | 09    | 22 | 7  | 01 | 14 | 43:55  | −12   | 22     |
| 2017/2018   | 2. Bundesliga Nord      | 09    | 22 | 5  | 01 | 16 | 36:90  | −54   | 16     |
| 2018/2019   | Regionalliga Nord       | 03    | 22 | 13 | 02 | 7  | 60:45  | +15   | 41     |
| 2019/2020 * | Regionalliga Nord       | 01    | 14 | 13 | 01 | 0  | 59:10  | +49   | 40     |
| 2020/2021 * | Regionalliga Nord A     | 01    | 04 | 03 | 01 | 0  | 16:06  | +10   | 10     |
| 2021/2022   | 2. Bundesliga           | 013   | 26 | 5  | 04 | 17 | 36:74  | −38   | 19     |
| 2022/2023   | Regionalliga Nord       | 02    | 26 | 20 | 02 | 4  | 101:32 | +69   | 62     |
| 2023/2024   | Regionalliga Nord       | 01    | 26 | 17 | 04 | 1  | 66:24  | +42   | 55     |
| 2024/2025   | Regionalliga Nord       | 04    | 22 | 13 | 03 | 6  | 52:33  | +19   | 42     |
| 2025/2026   | Regionalliga Nord       |       |    |    |    |    |        |       |        |

 Aufstieg  Abstieg

### Stadion
Heimspiele werden normalerweise in der Sportanlage an der Alsterquelle/im Schäferkampsweg, auf dem Kunstrasenplatz an der Grundschule Rhen oder im Beckersbergstadion in der Jahnstraße ausgetragen.

### Erfolge
- Meister der Verbandsliga Schleswig-Holstein der Saison 2005/2006
- Hallenfußball-Landesmeister 2007

### Bekannte Spieler und Spielerinnen
- Tobias Homp
- Mohamed Labiadh
- César M’Boma
- Bianca Weech
- Josefine Krengel
- Kathrin Patzke
- Henrike Zollfrank
- Thomas Vogel
- Karol Zaborowski
- Detlef Spincke
- Kaja Jerina
- Torben Rehfeldt
- Busem Şeker

### Jugend
Die weibliche B-Jugend war für die Aufstiegsrunde zur B-Juniorinnen-Bundesliga 2015/16 qualifiziert, verlor jedoch die Relegation gegen den Hamburger SV. Ein Jahr später war sie erneut berechtigt, zog die Bewerbung zur Aufstiegsrunde jedoch zurück.

## Tennis
Neben den Sparten Fußball und Handball ist auch die Tennissparte des SV Henstedt-Ulzburg e. V. sehr erfolgreich. Die 1. Damen-Mannschaft des Vereins spielte in der Wintersaison 2011/2012 in der Nordliga, der vierthöchsten Spielklasse in Deutschland. In der Vergangenheit spielte das Damen-Team in der Tennisgemeinschaft Alsterquelle Henstedt-Ulzburg erfolgreich in der Nordliga sowie in der Regionalliga und 2005 unter Führung von Angelique Kerber in der 2. Tennis-Bundesliga. Die Tennissparte verfügt über 13 Außenplätze (Sand) und 3 Hallenplätze (Teppich).

## Bogenschießen
Die national und international erfolgreichste Sparte des SVHU stellen die Bogenschützen. Seit 2008 nehmen sie an nationalen und internationalen Meisterschaften teil. Es konnten diverse nationale Titel errungen werden. Vinzenz Zeeb wurde 2010 Vizeweltmeister bei den World Field Archery Championships in der Altersklasse der Kinder.